# 외젠 아제
외젠 아제(프랑스어: Eugène Atget, 1857년 2월 12일 ~ 1927년 8월 4일)는 19세기 말 ~ 20세기 초에 활동한 프랑스의 사진가로, 산업혁명의 영향으로 사라져가는 파리의 옛 모습을 기록하는 데 많은 노력을 기울였다. 활동 당시에는 다른 예술가들에게 자료 사진을 제공하거나 공공 기관의 의뢰를 받아 구시가지의 모습을 촬영했던 평범한 기록 사진가로 평가받았으나, 사후에 작품의 예술적 가치를 재조명받아 오늘날에는 '현대 사진의 아버지' 라 불리는 등 사진사(寫眞史)상 중요한 인물 중 하나로 격상되었다.

## 생애[2]

### 유년기 (1857년 ~ 1870년대 중반)
외젠 아제는 1857년 2월 12일 도르도뉴 지방의 리부른(Libourne)에서 마차 제조공인의 아들로 태어났다. 1859년 가족과 보르도 지방으로 이주한 뒤 5세에 양친을 여의었고, 외조부모인 빅투아르 오를로쥐에와 오귀스트 오를로쥐에의 손에서 자랐다. 아제의 학창 시절에 대한 정확한 기록은 남아있지 않으나 보통 수준 이상의 교육을 받았던 것으로 보이며, 사제가 되려고 했다는 설도 있다. 1870년대 초에 학교를 나와서 견습선원으로 활동했다.

### 청년기 (1870년대 후반 ~ 1890년대 중반)
1878년 국립음악연극학교에 지원했으나 불합격한 뒤, 국방의 의무를 위해 징집되었다. 다음 해에 다시 지원하여 합격하였으나 군복무가 끝나지 않아 수업에 투자할 시간이 거의 없었고, 이 때문에 상당히 뒤처지게 되어 결국 제적된다. 아제는 이 시기에 외조부모마저 여의었다.
1882년, 아제는 제대 이후에 파리 근교의 극장에서 단역 배우로 활동했다. 86년에 유명 여배우 발랑틴 들라포스 콩파뇽(Valentine Delafosse Compagnon)과 만나게 되는데, 발랑틴은 1926년 사망할 때까지 아제를 든든하게 지지한 반려자가 된다.

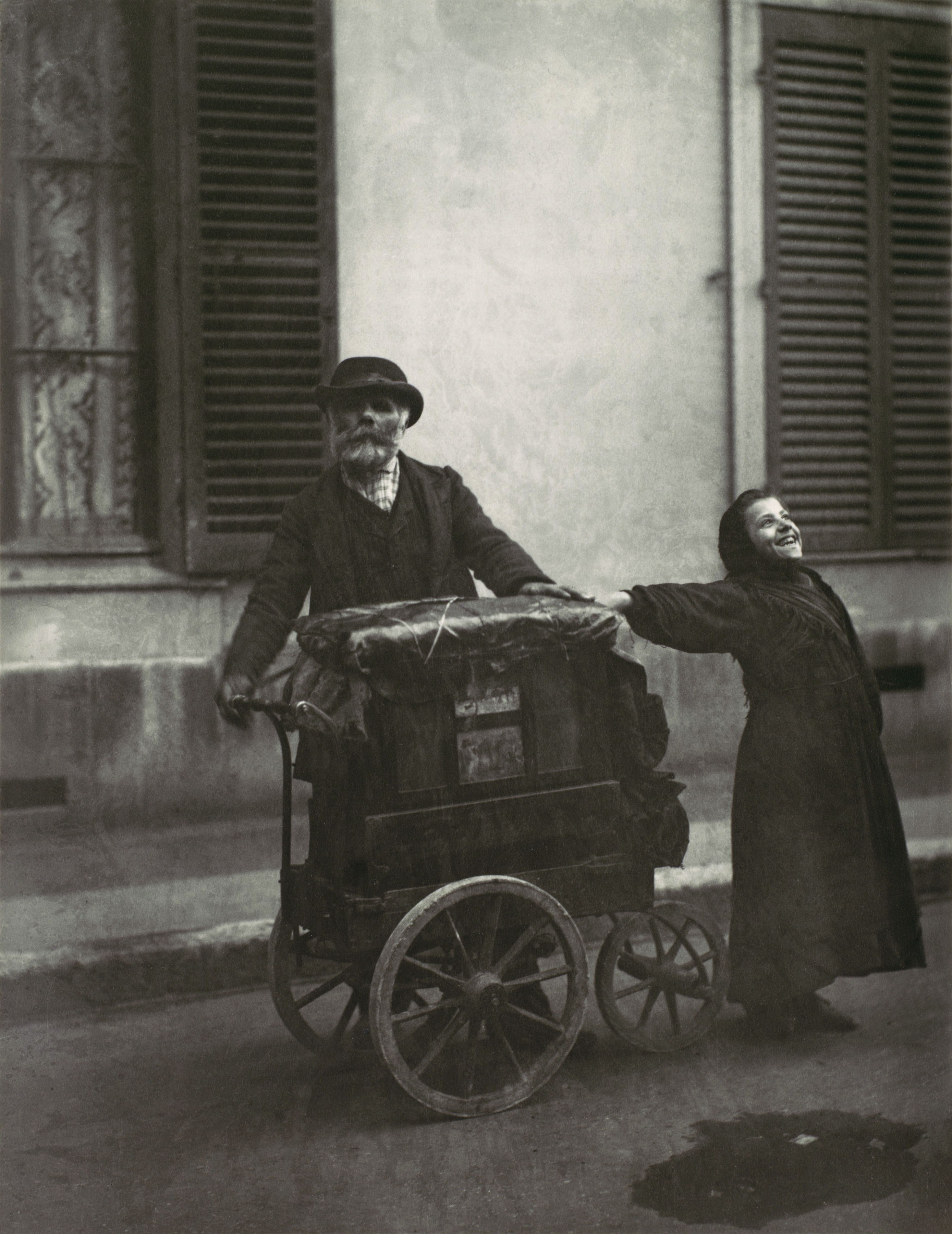
외젠 아제, 오르간 연주자, 1898

1880년대 후반, 배우생활을 그만두게 된 아제는 몇 년 간 화가로 활동하였으나 두각을 나타내지 못한다. 1890년경에 파리로 이주한 아제는 사진술을 독학하여 새로운 직업으로 삼았는데, 다양한 피사체를 촬영한 뒤 화가들에게 자료 사진을 판매하는 일이었다. 자료 사진가로서의 아제는 어느 정도 성공을 거두어서, 1892년 <La Revue des Beaux-Arts>에 몽파르나스 근처에 위치한 그의 아틀리에를 소개하는 글이 실리기도 했다.

### 중년기 (1890년대 후반 ~ 1910년대 초반)
아제는 1890년대 후반부터 박물관이나 미술관 등의 공공기관으로부터 주로 일을 의뢰받았는데, 이는 오스만 남작의 도시계획으로 인해 사라져가는 파리의 구 시가지를 촬영하여 기록하는 것이었다. 아제는 파리의 지형, 옛 파리의 거리, 풍경 기록 등을 연작으로 제작하여 파리 시립역사도서관(Bibliothèque historique de la Ville de Paris), 프랑스 국립도서관, 에콜 데 보자르, 카르나발레 박물관 등에 제공했고 영국 런던의 빅토리아 앨버트 박물관에도 판매했다. 고객의 증가로 수입이 안정된 아제는 1899년에 캉파뉴 프르미에르(Campagne-Première) 거리의 17번지로 이사하여 여생을 보내게 된다.

### 장년기 (1910년대 중반 ~ 1920년대 초반)
1914년 1차 세계대전이 발발한 뒤, 종전(終戰)까지 아제는 촬영을 사실상 중단했으며, 1919년에서야 작업을 다시 시작했다. 전후 아제는 고객들의 의뢰보다는 자신의 만족을 위해 사진을 찍기 시작했다. 왕성한 작업 활동에도 불구하고 아제의 건강은 악화되어갔고, 촬영한 사진의 대부분이 소득에는 큰 도움이 되지 않았다. 1920년 아제는 교육 예술부장관이었던 폴 레옹(Paul Leon)에게 그가 축적한 네거티브 콜렉션의 일부인 2621매를 팔아 여생동안 작품 활동에 매진할 수 있게 되었다.

### 말년기 (1920년대 중반 ~ 1927년)
1925년 경, 초현실주의 경향의 예술가들이 아제의 작품에 관심을 보이기 시작했다. 

외젠 아제, 일식, 파리, 1912

이는 1920년에 파리로 건너온 만 레이의 영향이 가장 컸는데, 그는 예술잡지인 <초현실주의 혁명(La Révolution surréaliste)>에 아제의 ‘일식’, ‘베르사유(Versailes)’, '코르셋, 스트라스부르가(Boulevard de Strasbourg)’, ‘층계, 튀렌가 91번지(Staircase)'를 소개했다.
1926년 6월, 30여 년간 반려자였던 발랑틴이 사망하면서 아제는 깊게 상심했고, 그 자신도 다음 해 8월에 사망하여 파리 남쪽 교외인 바뇌(Bagneux)의 시립 묘지에 묻혔다.

### 사망 이후
아제의 사망 후, 그의 오랜 친구였던 앙드레 칼메트(André Calmettes)가 작품들을 관리하게 되었다. 칼메트는 2,000 여점의 네거티브를 파리의 문화재 관리국에 넘겼다. 만 레이의 조수 시절 아제와 알게 된 후, 1925년부터 아제를 열렬히 지지했던 사진가 베레니스 애벗(Berenice Abbott)은 아제의 사망 이후 쥘리앵 레비(Julian Levy)와 함께 그의 남은 작품들을 구입했다. 애벗은 1928년 아제의 연작 사진 중 일부를 엄선해서 파리의 '독립 사진작가 프르미에 살롱'에 전시하게 했고, 1930년에는 아제의 작품을 연구한 최초의 연구서인 <<아제, 파리의 사진가>>를 발표하면서 그의 작품을 국제적으로 알리기 위해 힘썼다.
1969년 애벗과 레비의 콜렉션을 뉴욕 현대미술관(The Museum of Modern Art, New York)이 매입하면서, 아제의 작품 중 절반 정도를 소유하게 되었다.

## 작품 활동

아제의 작품활동 시기별 소재- 제 1기(붉은 색), 제 2기(노란 색), 제 3기(초록 색)

아제의 작품들은 촬영목적과 촬영연대에 따라 세 시기로 분류된다. 제 1기는 다른 예술가들에게 자료 사진을 제공하기 위한 목적으로 촬영했던 1890년대 초중반, 제 2기는 공공기관의 의뢰를 받아서 사라져 가는 옛 파리의 모습을 체계적으로 촬영했던 1890년대 후반부터 1910년대 초반, 제 3기는 자신의 만족을 위해서 사진을 찍었던 1919년부터 사망 이전 까지로 볼 수 있다.

### 제 1기(1890년대 초중반)
이 시기의 아제는 배우로서, 화가로서 이렇다 할 두각을 나타내지 못하고 생계를 꾸리기 위해서 사진을 촬영하기 시작했다. 아제는 스스로를 ‘예술사진가’라고 불렀는데 이는 사진작가라는 의미가 아니라 ‘예술작품을 위한 사진가’라는 의미였다. 1892년 <La Revue des Beaux-Arts>에 실렸던 아제의 아틀리에 소개글을 참고하면, 다음과 같다.

 We recommend to our readers, M. Atget, photographer, 5 Rue de la Pitié (Paris), who has for artists: landscapes, animals, flowers, monuments, documents, foregrounds for artists, reproductions of paintings, will travel. Collections not commercially available.
 - 우리는 독자들에게 파리의 Pitié거리 5번가에서 일하는 사진가 M.Atget을 추천한다. 그는 풍경, 동물, 꽃, 기념물, 문서, 전경(前景), 모작(模作)을 예술가들에게 제공한다. 단, 컬렉션을 상업적으로 이용할 수는 없다.-— <La Revue des Beaux-Arts>, Feburary, 1892, James Bocorman, 같은 책, p.16.을 한글로 번역함

### 제 2기(1890년대 후반 ~ 1910년대 초반)

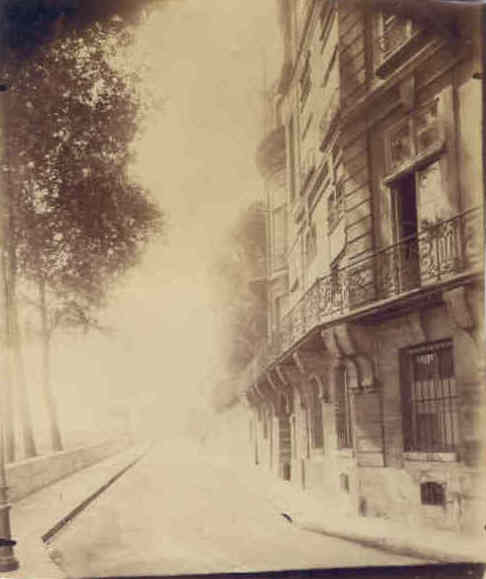
외젠 아제, Lambert 호텔 - 수평이 맞지 않았지만 신비한 분위기를 낸다.

19세기의 중요한 사건 중 하나인 산업 혁명으로 인해, 프랑스는 빠르게 근대화되어 갔으며, 자국의 문화유산을 시각자료화하고자 하는 목적 의식이 존재했다. 파리의 박물관, 미술관들은 파리의 과거 모습을 담은 다양한 종류의 자료들을 경쟁적으로 수집했으며, 아제 뿐만 아니라 많은 사진가들이 돈을 벌기 위해서 모여들었다.
아제가 당시에 존재했던 많은 기록 사진가들과 비교해서 구별되는 점은 '아제만의 서정성'이라고 부를 만한 특징을 갖추고 있었다는 점이다. 당시에 공공기관의 의뢰를 받았던 많은 사진가들은 피사체의 구도나 노출 정도 등 형식에 있어서 완벽을 추구했으며, 작품의 주제가 되는 대상을 제외한 모든 요소들을 완벽하게 배제하고 촬영하기 위하여 노력했다. 반면, 아제의 경우 수평을 제대로 맞추지 않거나 안정적인 구도에서 벗어난 상태에서 촬영하는 등 형식적인 부분에서 크게 얽매이지 않는 모습을 보였다. 또한 주제가 되는 대상 외에도 그 주변을 뛰어다니는 아이들이나 다른 구조물들처럼 이질적인 요소들을 빼지 않고 촬영했다. 이 때문에 일반적인 건축물 사진을 의뢰한 공공기관과 마찰이 생기기도 했다.
상업적인 이유를 제외하더라도 아제는 옛 파리의 모습을 체계적으로 기록하는 자신의 일에 대해서 상당한 자부심을 갖고 있었다. 1920년 아제가 경제적인 이유로 자신의 콜렉션의 네가티브를 판매하게 되었을 때, 그는 작업을 소개하는 편지에서 "20여년 간의 노력을 통해 옛파리의 모습을 하나도 빠뜨리지 않고 갖고 있다고 자신있게 말할 수 있다."라고 밝힌 바 있다.

### 제 3기(1919년 ~ 1927년)

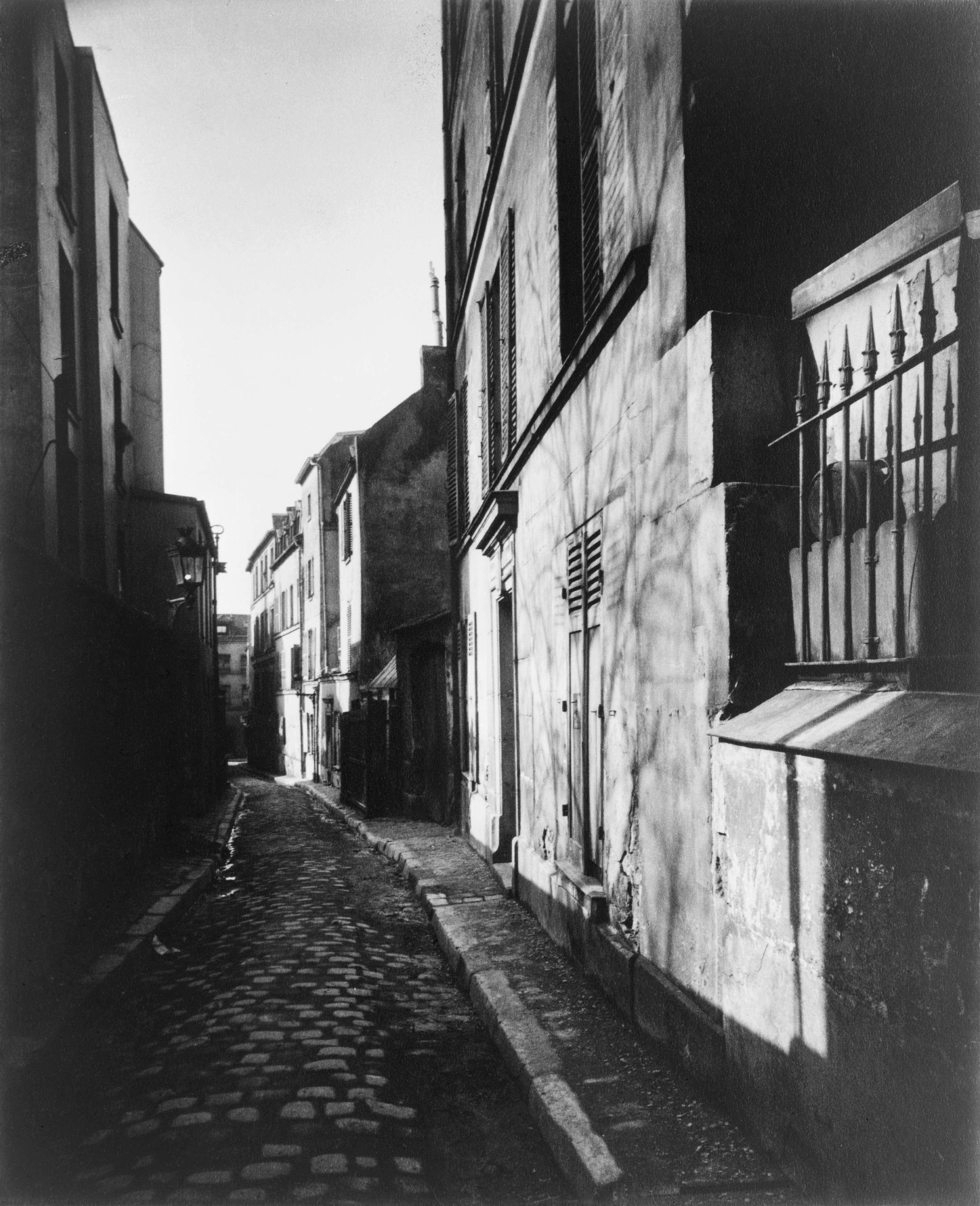
외젠 아제, St.Rustique 거리, 1922

1차 세계대전중에 사진촬영을 중단했던 아제는 1919년부터 사진 촬영을 재개했다. 앞의 두 시기의 아제의 사진들이 개성적이었지만 본질적으로는 상업적인 목적의 자료 사진, 혹은 기록 사진들의 연작이었다면 전쟁 후부터는 예술 작품으로서의 성격이 두드러졌다. 아제는 파리의 거리, 생-클루 공원이나 베르사유 궁전을 소재로 많은 사진을 찍었다. 사진가로서의 연륜과 축적된 기술을 바탕으로 이 시기에 아제의 가장 훌륭한 작품들의 대부분이 나올 수 있었다.
1920년대 초중반부터 초현실주의 예술가들이 아제의 작품에 관심을 보이면서, 그의 작품에서 초현실주의적인 특징을 결부시켜 이해하는 이들이 늘어나게 되었지만 아제 본인이 의도한 것은 아니었다. 아제는 만 레이가 '일식'을 <<초현실주의 혁명>>의 표지로 선택했을 당시 사진에 자신의 이름을 넣는 것을 허락하지 않았고, '단순히 기록사진일 뿐'이라고 말한 바 있다.

## 아제의 촬영장비와 특징
극 초기를 제외하고, 아제는 촬영 장비는 그의 작품 활동 생애에 걸쳐서 변함이 없었다. 그는 무거운 뷰 카메라와 18 * 24 cm 크기의 표준 유리원판을 사용하여 촬영을 했는데, 그가 주로 맡았던 일이 건축물이나 풍경을 기록하는 것이었기 때문에 세밀한 표현력을 요구했기 때문이었다. 이 장비들의 무게는 약 20kg 정도였는데, 이 때문에 휴대용 카메라와는 달리 기동성이 떨어졌고, 움직이는 인물이나 역동적인 장면을 찍는 데에는 한계가 있었다. 아제가 남긴 수많은 작품 중 인물을 대상으로 한 연작이 "거리의 상인들"연작 하나 뿐이다. 자신이 가진 장비의 기술적인 한계에도 불구하고 아제는 말년까지 자신의 방식을 고집하며 사진을 찍었는데, 이는 인화 방식에 있어서도 마찬가지였다. 말년에 그와 교류했던 만 레이는 아제에게 금색 톤의 알부민과 젤라틴을 이용한 새로운 방식으로 사진 인화를 하는 법을 제안했지만, 아제는 이를 거절했다.

## 참고 문헌

### 서적
- Gary Badger, 정재곤 역, <<외젠 아제(Eugene Atget)>>, 열화당 사진문고, 2003, ISBN 9788930100496
- Willfried Baatz, 최은아 역, <<클라시커50 사진가>>, 해냄, 2005, ISBN 9788973374519
- James Borcoman, <<Eugene Atget 1857 - 1927>>, National Gallery of Canada>>, 1985, ISBN 0888845103
- John Szarkowski & Maria Morris Hambourg, <<The work of Atget>>, Museum of Moder Art(New York), vol 1 : Old France, 1981-1985, ISBN 087070205X(set)
- John Szarkowski & Maria Morris Hambourg, <<The work of Atget>>, Museum of Moder Art(New York), vol 3 : Ancient Regime, 1981-1985, ISBN 087070205X(set)
- John Szarkowski & Maria Morris Hambourg, <<The work of Atget>>, Museum of Moder Art(New York), vo1 4 : Modern Times, 1981-1985, ISBN 087070205X(set)
- Molly Nesbit, <<Atget's seven albums>>, Yale University Press, 1992, ISBN 0300035802

### 논문
- 김태욱, <Eugene Atget의 "보는 의식(意識)"과 현대성(Modernite)에 관한 연구>, 한국다큐멘터리사진학회, 2002